# Jochem Marotzke
Jochem Marotzke (* 27. November 1959 in Nister) ist ein deutscher Klimatologe, Meereskundler, Hochschullehrer und Direktor am Max-Planck-Institut für Meteorologie in Hamburg. Er ist stellvertretender Sprecher des Exzellenzclusters Climate, Climatic Change, and Society (CLICCS) am Centrum für Erdsystemforschung und Nachhaltigkeit (CEN) an der Universität Hamburg.

## Leben und Wirken
Marotzke studierte Physik an den Universitäten Bonn, Kopenhagen und Kiel und schloss 1985 mit dem Diplom ab. 1990 promovierte er in Kiel in physischer Ozeanographie. Anschließend war er zwei Jahre lang am Massachusetts Institute of Technology beschäftigt und wurde dort 1992 Assistant Professor, 1997 dann Associate Professor. Von 1999 bis 2003 war er Professor für physische Ozeanographie am Southampton Oceanography Centre, danach wurde er zum Direktor des Hamburger Max-Planck-Instituts für Meteorologie berufen. Seit 2006 ist er auch Honorarprofessor an der Universität Hamburg. Ein Jahr später wurde er Mitglied der Deutschen Akademie der Naturforscher Leopoldina.
Bei dem im Jahr 2014 erschienenen Fünften Sachstandsbericht des IPCC war er einer der beiden koordinierenden Leitautoren des Kapitels über die Evaluierung von Klimamodellen. Im Sechsten Sachstandsbericht des IPCC war er einer der beiden koordinierenden Leitautoren des Kapitels „Future global climate: scenario-based projections and near-term information“ (Künftiges globales Klima: Szenario-basierte Projektionen und kurzfristige Informationen).
2016 wurde er zum Mitglied der Deutschen Akademie der Technikwissenschaften (acatech) gewählt. 2009 erhielt er die Fridtjof Nansen Medal der European Geosciences Union. Sein h-Index lag im März 2025 bei 90.

## Publikationen (Auswahl)

### Bücher
- Jochem Marotzke, Martin Stratmann (Hrsg.): Die Zukunft des Klimas. Neue Erkenntnisse, neue Herausforderungen. Ein Report der Max-Planck-Gesellschaft. Beck, München 2015, ISBN 978-3-406-66968-2.
- Richard B. Alley et al.: Abrupt Climate Change: Inevitable Surprises. National Academy Press, Washington, D.C 2002, ISBN 978-0-309-07434-6.
- Jochem Marotze: Instabilities and multiple equilibria of the thermohaline circulation. Diss. Kiel 1990.

### Fachaufsätze
- C. Deser et al.: Insights from Earth system model initial-condition large ensembles and future prospects. In: Nature Climate Change. Band 10, 2020, S. 277–286, doi:10.1038/s41558-020-0731-2.
- Max Popp et al.: Transition to a Moist Greenhouse with CO2 and solar forcing. In: Nature Communications. Band 7, 2016, doi:10.1038/ncomms10627.
- Jochem Marotzke, Piers Forster: Forcing, feedback and internal variability in global temperature trends. In: Nature. Band 517, 2015, S. 565–570, doi:10.1038/nature14117.
- Marco Giorgetta et al.: Climate and carbon cycle changes from 1850 to 2100 in MPI-ESM simulations for the Coupled Model Intercomparison Project phase 5. In: Journal of Advances in Modeling Earth Systems. Band 5, Nr. 3, 2013, S. 572–597, doi:10.1002/jame.20038.
- J. H. Jungclaus et al.: Characteristics of the ocean simulations in the Max Planck Institute Ocean Model (MPIOM) the ocean component of the MPI-Earth system model. In: Journal of Advances in Modeling Earth Systems. Band 5, Nr. 2, 2013, S. 422–446, doi:10.1002/jame.20023.
- M. Srokosz et al.: Past, present, and future changes in the Atlantic meridional overturning circulation. In: Bulletin of the American Meteorological Society. Band 93, Nr. 11, 2012, S. 1663–1676, doi:10.1175/BAMS-D-11-00151.1.
- Matei et al.: Multiyear Prediction of Monthly Mean Atlantic Meridional Overturning Circulation at 26.5°N. In: Science. Band 335, Nr. 6064, 2012, S. 76–79, doi:10.1126/science.1210299.
- Manfred Milinski et al.: The collective-risk social dilemma and the prevention of simulated dangerous climate change. In: Proceedings of the National Academy of Sciences. Band 105, Nr. 7, 2008, S. 2291–2294, doi:10.1073/pnas.0709546105.
- Stuart A Cunningham et al.: Temporal variability of the Atlantic meridional overturning circulation at 26.5 N. In: Science. Band 317, Nr. 5840, 2007, S. 935–938, doi:10.1126/science.1141304.
- J.H. Jungclaus et al.: Ocean circulation and tropical variability in the coupled model ECHAM5/MPI-OM. In: Journal of Climate. Band 19, Nr. 16, 2006, S. 3952–3972, doi:10.1175/JCLI3827.1.
- Richard B. Alley et al.: Abrupt Climate Change. In: Science. Band 299, Nr. 5615, 2003, S. 2005–2010, doi:10.1126/science.1081056.